# 祖卡島
祖卡島是也門的島嶼，位於曼德海峽附近的紅海海域，屬於哈尼什群島的一部分，長18.8公里、寬12.2公里，面積120平方公里，島上無人居住。